# Типология на Майерс-Бригс
Типологията на Майерс-Бригс е психометричен въпросник, създаден за измерване на психологическите предпочитания в това как хората възприемат света и взимат решения Тези предпочитания са екстраполирани (извадени) от типологически теории, произхождащи от Карл Густав Юнг и публикувани в неговата книга от 1921 г. Психологически типове. Първоначалните развиващи този личностен въпросник са Катарин Кук Бригс и дъщеря ѝ Изабел Бригс Майерс. Те започват да го създават по време на Втората световна война, вярвайки че познанието за личностните предпочитания ще помогне на хората да се идентифицират с работата, за която биха били „най-удобни и ефективни“ Първоначалният въпросник прераства в типология на Майерс-Бригс, публикувана за първи път през 1962 г. Типологията се фокусира върху нормални популации и набляга на стойността на естествено появяващи се различия.

## Основни скали и типологии
Индикаторът за типологията на Майерс-Бригс е предназначен за определяне на една от 16 типа личности. Той включва в себе си 8 скали, обединени по двойки. Целта на типологиите и тестовете е да помага на човек да определи индивидуалните си предпочитания – кои полюси на скалата му съответстват „по-добре“.
1. Скала E—I — ориентация на съзнанието:
Е (Еxtraversion, екстраверсия) — ориентация на съзнанието навън към обекта,
I (Introversion, интроверсия) — ориентация на съзнанието навътре към субекта;
2. Скала S—N — способ за ориентиране в ситуации:
S (Sensing, сетивност) — ориентиране към конкретна информация,
N (iNtuition, интуиция) — ориентиране към обобщена информация;
3. Скала T—F — основа за вземане на решения:
T (Thinking, мислене) — рационално претегляне на алтернативите;
F (Feeling, чувстване) — вземане на решения на емоционална основа;
4. Скала J—P — способ за изпълнение на решенията:
J (Judging, съждение) — предпочитание към планиране и организиране на информацията,
P (Perceiving, възприятие) — предпочитание към действия без детайлна предварителна подготовка, насочвани повече от обстоятелствата.
Съчетанието на тези скали дава обозначение за един от 16-те типа например ENTP, ISFJ и така нататък.